# Steinbruch Drasenbeck

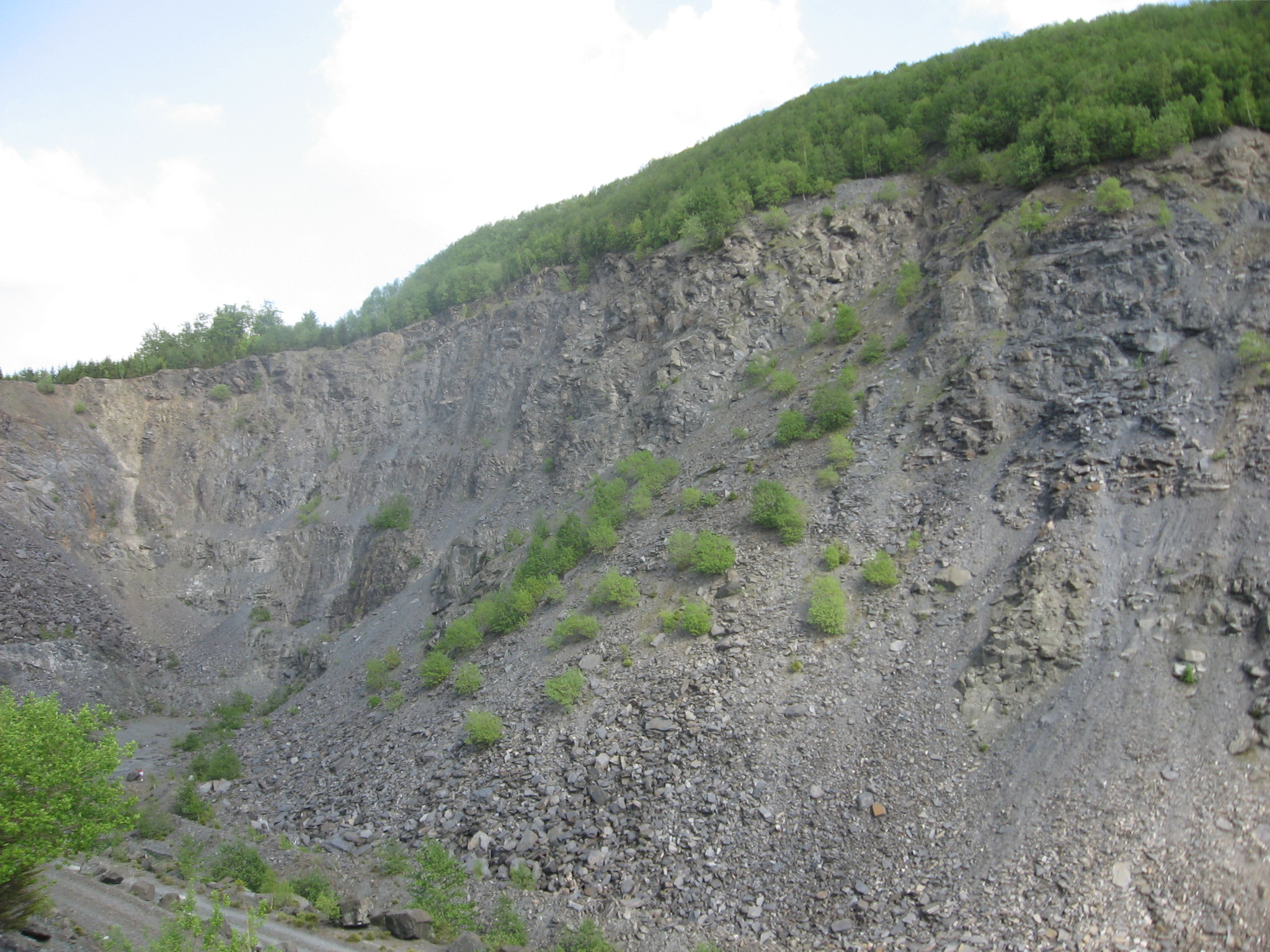
Südostecke vom Steinbruch Drasenbeck

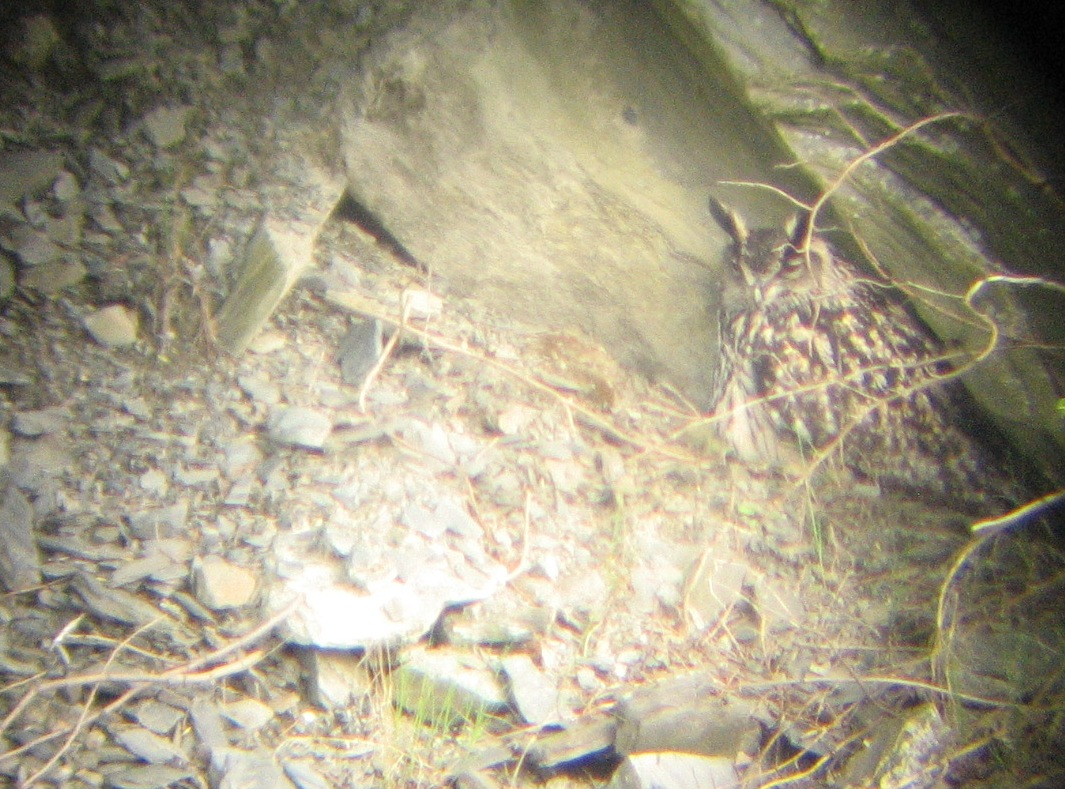
Uhubrutplatz

Der Steinbruch Drasenbeck oder Steinbruch Cronenberg liegt östlich von Drasenbeck im Stadtgebiet von Meschede im Hochsauerlandkreis. Der Steinbruch ist meist vom Landschaftsschutzgebiet Meschede umgeben. Im Nordwesten grenzt das Naturschutzgebiet Kleine Henne / Bockenberg an. Die Zufahrt erfolgt von der L 740.

## Informationen zum Steinbruch
Der Steinbruch wurde von der Firma Cronenberg betrieben. Der Betrieb baute Diabas ab. In den 1990er Jahren wurde der Abbau eingestellt. Im stillgelegten Steinbruch brütet seit Anfang des 21. Jahrhunderts der Uhu und es gibt dort ein Großvorkommen von Berg- und Fadenmolch auf der tiefsten Steinbruchsohle.
2017 wurde über Pläne diskutiert im Steinbruch Drasenbeck eine zentrale Mülldeponie für den Hochsauerlandkreis einzurichten.
Am 11. Mai 2024 mussten zwei Männer nach einer illegalen Klettertour gerettet werden. Es waren der Löschzug Meschede, die Löschgruppe Remblinghausen, der Rettungsdienst, die Bergwacht des DRK Winterberg, die Höhenretter der Feuerwehr Soest und ein Rettungshubschrauber im Einsatz.

## Mineralien
Für den Steinbruch sind bisher folgende Mineralfunde dokumentiert (Stand 2025): Amethyst, Analcim, Aragonit, Axinit, Baryt, Calcit, Chalcedon, Chalkopyrit, Dolomit, Fluorit, Galenit, Markasit, Millerit, Pektolith, Prehnit, Pyrit, Pyrrhotin, Quarz, Skolezit und Sphalerit.